# Ron Watkins
Ronald Watkins es un teórico de la conspiración estadounidense y exadministrador del tablón de imágenes 8chan. Watkins ha sido un importante difusor de la teoría de la conspiración de extrema derecha QAnon, y también ha promulgado teorías conspirativas infundadas de que el fraude electoral generalizado permitió la victoria de Joe Biden sobre Donald Trump en las elecciones presidenciales de Estados Unidos de 2020. Watkins se desempeñó como administrador de 8chan desde 2016 hasta su renuncia en noviembre de 2020. Es hijo de Jim Watkins, propietario y operador de 8chan. Algunos periodistas e investigadores de la teoría de la conspiración creen que uno o ambos Watkins conocen la identidad de, o son ellos mismos, "Q", la persona o grupo de personas detrás de QAnon.

## Ocupaciones

### 8chan
8chan, también llamado 8kun, es un tablón de imágenes que se ha visto vinculado al supremacismo blanco, el neonazismo, la extrema derecha, el racismo y el antisemitismo, los crímenes de odio y múltiples tiroteos masivos. Acogió a los defensores de la controversia de Gamergate a partir de 2014, y en 2018 se convirtió en el epicentro de la teoría de la conspiración QAnon, cuando "Q", la figura anónima que afirma ser un funcionario del gobierno estadounidense de alto nivel y que posee autorización Q, comenzó a utilizar exclusivamente 8chan para publicar sus mensajes.
En 2014, después de ver un documental de Al Jazeera América sobre el creador de 8chan Fredrick Brennan, Watkins le habló a su padre, Jim Watkins, sobre Brennan. El sitio web había ganado popularidad después de que fue adoptado por los defensores de Gamergate, y Brennan estaba teniendo problemas para mantenerse al día con los costos del servidor. El padre de Ron Watkins se puso en contacto con Brennan para ofrecerle una asociación y, en 2014, Brennan se mudó a Manila en Filipinas para trabajar para él. En 2014, Jim Watkins se convirtió en el propietario y operador oficial de 8chan. Ron Watkins comenzó a trabajar en el sitio todos los días. Brennan siguió siendo el administrador del sitio hasta 2016, momento en el que renunció al cargo y Watkins asumió el mando.
Watkins fue responsable de la creación de una criptomoneda con la cual los usuarios de 8chan pueden pagar para que sus publicaciones aparezcan en un lugar destacado a través de un programa llamado "King of the Shekel".
El 3 de noviembre de 2020, el día de las elecciones presidenciales de Estados Unidos, Watkins anunció en Twitter que renunciaba a su cargo de administrador del sitio. Dijo a los periodistas que quería dedicar más tiempo a la carpintería y escribir un libro sobre derecho constitucional. Su renuncia fue descrita como "abrupta" y alimentó las dudas entre algunos partidarios de QAnon. Algunos han cuestionado la veracidad de su renuncia. El investigador de la teoría de la conspiración Julian Feeld dijo: "Su 'salida' de 8kun es altamente sospechosa y posiblemente solo una estrategia de relaciones públicas más que cualquier otra cosa... Le da más libertad como operador de derecha, específicamente en torno a las diversas teorías de conspiración de fraude electoral".

### Intentos de revertir las elecciones presidenciales de 2020
Después de abandonar 8chan en noviembre de 2020, Watkins trabajó para construir su reputación entre aquellos que intentaban anular los resultados de las elecciones presidenciales de Estados Unidos de 2020. Difundió teorías de conspiración en relación con Dominion Voting Systems, la empresa creadora de algunas máquinas de votación utilizadas en las elecciones. Publicó videos en Twitter de un empleado de Dominion usando una de las máquinas, afirmando falsamente que el empleado estaba alterando los resultados de las elecciones. Como resultado, el empleado recibió amenazas de muerte y se encontró una soga colgando fuera de su casa.
Watkins fue nombrado testigo experto en una demanda presentada por Sidney Powell, un abogado y teórico de la conspiración que también participó en el esfuerzo por impugnar los resultados de las elecciones. En su declaración jurada afirmó que, basándose en su lectura de la guía de usuario del software Dominion, podría estar "dentro del ámbito de la posibilidad" que un trabajador electoral manipule los votos. Según The Washington Post, Watkins se describió a sí mismo en la declaración jurada como «un experto en seguridad informática con nueve años de experiencia como "analista de defensa de redes e información" e ingeniero de seguridad», y no mencionó que su experiencia provenía principalmente de su trabajo con 8chan.
Watkins fue entrevistado varias veces sobre Dominion en la red de noticias pro-Trump One America News Network (OANN), que lo presentó como un "analista técnico de grandes sistemas". Sus comentarios sobre el fraude electoral también fueron reportados por otros medios de derecha, incluido The Gateway Pundit.
Watkins obtuvo un gran número de seguidores en Twitter después de las elecciones, bajo el nombre "CodeMonkeyZ". En el mes de noviembre casi duplicó su número de seguidores a 400.000, y a principios de enero tenía más de 500.000 seguidores. Trump había retuiteado a Watkins cinco veces entre el día de las elecciones y el 6 de enero de 2021, y Foreign Policy describió a Watkins como "una parte integral del mensaje postelectoral de Trump". Después del asalto al Capitolio de los Estados Unidos, Twitter tomó medidas enérgicas contra las cuentas que estaban "exclusivamente dedicadas a compartir contenido de QAnon". La cuenta de Watkins estaba entre las suspendidas permanentemente por Twitter el 8 de enero, al igual que las cuentas de Sidney Powell y el exasesor de seguridad nacional Michael Flynn.

## QAnon
QAnon es una teoría de la conspiración de extrema derecha que alega, entre otras cosas, que una camarilla de pedófilos adoradores de Satanás que dirigen una red mundial de tráfico sexual infantil está conspirando contra el expresidente Donald Trump, quien los está combatiendo.  Watkins ha jugado un papel importante en la difusión de esta teoría. Según el experto en teoría de la conspiración Julian Feeld, los seguidores de QAnon ven a Watkins como "el cerebro técnico detrás de la plataforma donde Q publica". Feeld ha dicho que a pesar del perfil más bajo de Watkins en el movimiento en comparación con su padre, ha "jugado un papel igual de importante en el [...] crecimiento del movimiento". Watkins ha sido descrito como el líder de facto de QAnon.
El 20 de enero de 2021, los seguidores de QAnon lucharon por reconciliar el hecho de que Joe Biden había sido investido con sus creencias de que Trump aún se convertiría en presidente, o que habría un "Gran Despertar", o sucedería "la Tormenta": términos que los seguidores de QAnon utilizan para referirse al supuesto día en el que Trump y sus militares aliados ejecutarían a sus oponentes políticos. Watkins pareció ser una de las figuras que abandonaron la teoría, publicando en Telegram que "Lo dimos todo. Ahora tenemos que mantener el mentón en alto y volver a nuestras vidas lo mejor que podamos". El investigador de QAnon, Travis View, sugirió no confiar en las palabras de Watkins, recordando su afirmación pasada de que había dejado 8chan para concentrarse en la carpintería tras lo cual solo se dedicó a "[llenar] el vacío de Q mediante la difusión de teorías de conspiración".

### Conexión de Watkins con Q
Numerosos periodistas e investigadores han conectado a Ron, Jim o ambos Watkins con Q, una cuenta dirigida por una persona desconocida o un grupo de personas, cuyas publicaciones forman la base de la teoría conspirativa de QAnon. 
Watkins y su padre fueron dos de las pocas personas que pudieron verificar que las publicaciones en 8chan eran del Q "real", lo cual contribuyó a la teoría de que ellos estaban detrás de esta figura anónima.
Fredrick Brennan, citado en The Atlantic en junio de 2020, dijo: «Definitivamente, definitivamente, creo al 100 por ciento que Q conoce a Jim o Ron Watkins, o que Jim o Ron Watkins lo contrataron». En una entrevista de septiembre de 2020, Brennan explicó que cree que la cuenta Q fue operada originalmente por otra persona, pero que Watkins y su padre tomaron el control del personaje, probablemente alrededor de diciembre de 2017. PJ Vogt, el entrevistador, ha dicho que discutió la teoría de Brennan con otros periodistas que escriben sobre Q, y que «algunos piensan que es probable, todos están de acuerdo en que es más que plausible». Ambos Watkins han negado tener conocimiento de la identidad de Q.
Una cuenta verificada en Parler que afirma ser Watkins hizo varias publicaciones el 15 de noviembre de 2020, que parecen confirmar las teorías de que su padre es Q. Más tarde se determinó que Aubrey Cottle, un investigador de seguridad y cofundador de Anonymous, había aprovechado las fallas de seguridad de Parler para cambiar el nombre de una cuenta ya verificada, dándole la apariencia de pertenecer y haber sido verificada como Watkins. Este incidente provocó una disputa entre Watkins y el inversor de Parler, Dan Bongino, en la cual Watkins criticó públicamente la seguridad de la red social en Twitter y describió el servicio como "comprometido". Bongino respondió tuiteando insultos a Watkins.

## Vida personal
Watkins vivía con su padre, Jim Watkins, en Manila, Filipinas, en la década de 2010. A enero de 2021, Watkins se encontraba viviendo en Japón.